# Раків Потік
Ра́ків По́тік (РКП) — присілок села Космач, Івано-Франівського району Івано-Франківської області.

## Походження назви
Колись на цій території був потічок, в якому водилось багато раків. Зараз він дуже омілів, але назва за цією частиною села збереглась.

## Розташування
Раків Потік є найвисокогірнішим присілком Космача і розташовується у північній його частині. З його вершин можна побачити сусідні села та селище Богородчани.